# Batusondat
Batusondat is een bestuurslaag in het regentschap Mandailing Natal van de provincie Noord-Sumatra, Indonesië. Batusondat telt 2633 inwoners (volkstelling 2010).